# Oberhofen im Inntal
Oberhofen im Inntal is een gemeente in het district Innsbruck Land van de Oostenrijkse deelstaat Tirol.

## Geografie
Oberhofen ligt in het Inndal, aan de rechteroever van de Inn, aan de zuidkant van het dal. Het ligt enkele kilometers oostelijk van Telfs en ongeveer 25 kilometer stroomopwaarts de Inn van Innsbruck. Het hoogste punt van de gemeente is de 2884 meter hoge berg Rietzer Grieskogel, die ten zuiden van het dorp ligt. De gemeente omvat ook de kernen Hochried en Bingeshof. 

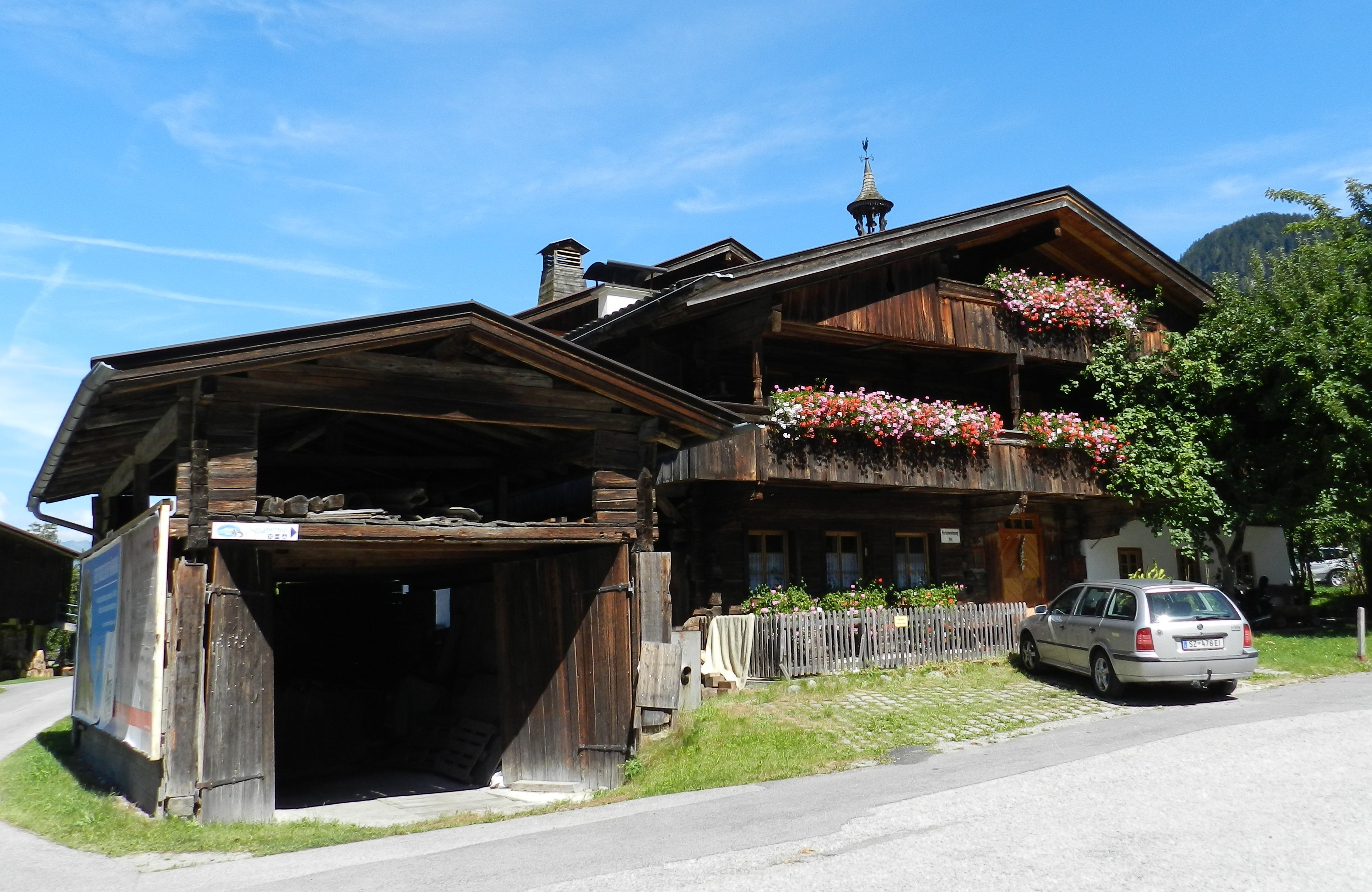
In het dorp zijn enkele typische Tiroler boerderijen te vinden.

 In het dorp zijn een aantal nog werkende boerderijen met melkkoeien. Veel akkers en weilanden rondom het dorp hebben vaak een oppervlakte van minder dan twee hectare. Ten zuiden in het dal liggen glooiende alpenweides afgewisseld met bos. Hierachter begint het naaldbos, dat dienstdoet voor de houtproductie. Op een hoogte van 1694 meter boven zeeniveau ligt vervolgens de openbare berghut genaamd Oberhofer Melkalm, omringd met weiland en een aantal privéberghutten. Op 1614 meter hoogte ligt een tweede berghut, Galtalm genaamd.

## Geschiedenis
Het dal is sinds het jaar 2500 voor Christus bewoond. In het jaar 799 wordt het dorp voor het eerst genoemd in een oorkonde onder de naam ‘Oparinhof’. De eeuwen hierna is het dorp verbonden met het Cisterciënzerssticht Stams en met het dorp Pfaffenhofen.

## Organisatie
Het is een zelfstandige gemeente sinds het jaar 1786, toen het zich afscheidde van de gemeente Pfaffenhofen. Het dorpskarakter is bewaard gebleven in Oberhofen, waar tegenwoordig veel middenstandsbedrijven gevestigd zijn vanwege de goede infrastructuur rondom het dorp. In het midden van het dorp bevindt zich de witgekalkte parochiekerk Sint Nicolaas uit het jaar 1742 met daaromheen een ommuurd kerkhof. Naast de kerk is een school, restaurant, bakkerij en het gemeentehuis. In het gebouw van het gemeentehuis zit ook de huisarts en het postkantoor / tourismebureau. De gemeente heeft een rijk verenigingsleven. De gemeente is bereikbaar over de Inntal Autobahn via de afrit Telfs-West. Het dorp heeft een treinstation sinds het jaar 2005, die aan de Arlbergspoorlijn ligt en aangedaan wordt door de forensenboemel richting Innsbruck. In het nabijgelegen dorp Pfaffenhofen stoppen ook sneltreinen op station Telfs-Pfaffenhofen.

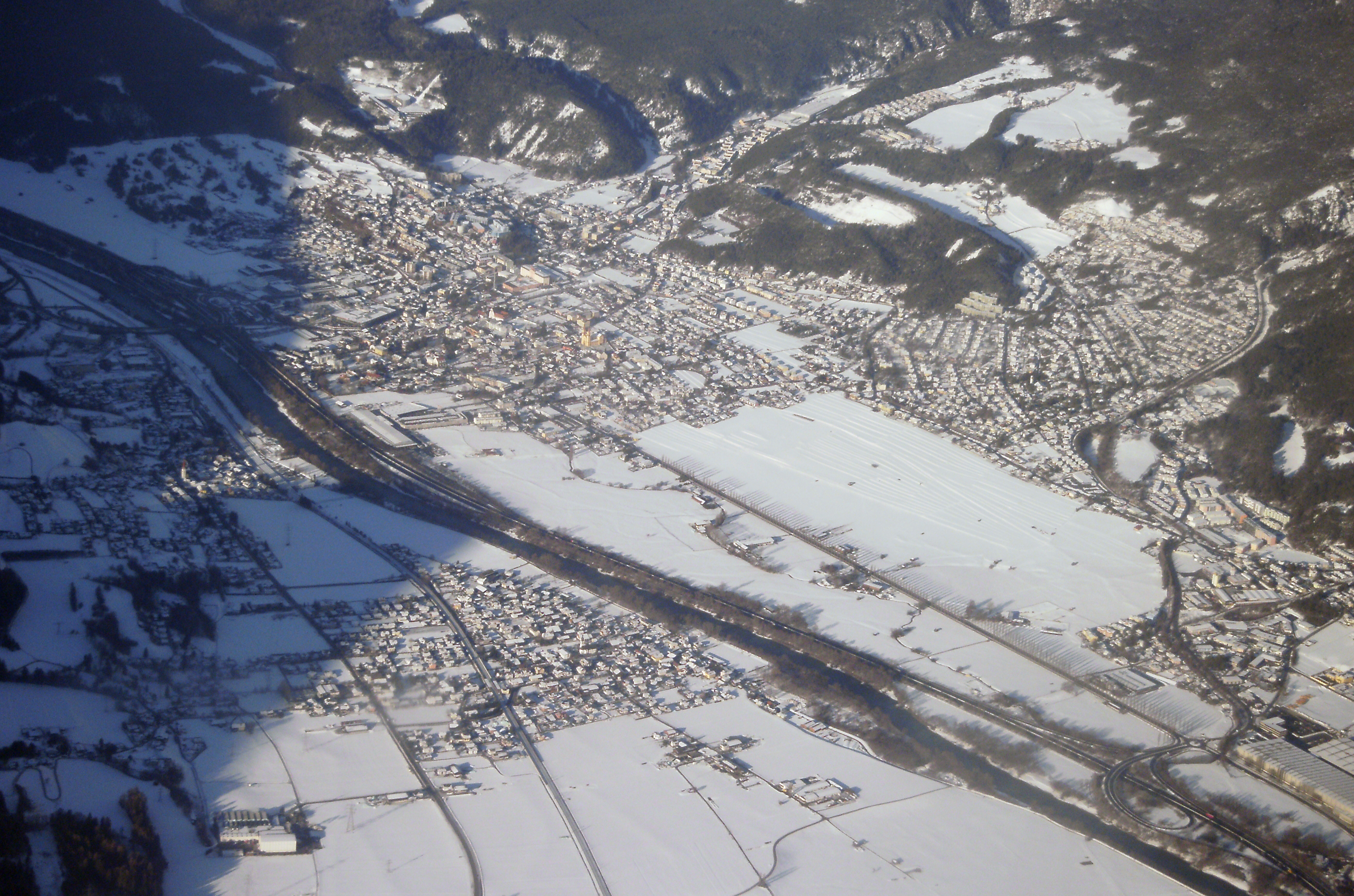
Het besneeuwde Inndal gefotografeerd richting het noorden. Oberhofen is in het midden te zien.

## Toeristische activiteiten
Langs de Inn loopt een fiets- en wandelroute. Aan de zuidzijde van het dal loopt de Peter Anichweg, genoemd naar een Tiroler landmeter uit de achttiende eeuw. Hierover loopt de Jacobsweg, een bewegwijzerde pelgrimsroute naar Santiago de Compostella. Op vele kruisingen in de gemeente staan borden met wandelrichtingen inclusief tijdsschattingen. Op de rand van het dorp staat bijvoorbeeld een bord die aangeeft dat de Oberhofer Melkalm in 3,5 uur te voet bereikt kan worden.